# Gerbillus nancillus
Gerbillus nancillus је врста глодара из породице мишева.

## Распрострањење
Ареал врсте покрива средњи број држава. Врста је присутна у Судану, Малију, Нигеру. Присуство је непотврђено у Нигерији, Буркини Фасо и Чаду.

## Угроженост
Подаци о распрострањености ове врсте су недовољни.